# Maliki
 (juin 2022).
Si vous disposez d'ouvrages ou d'articles de référence ou si vous connaissez des sites web de qualité traitant du thème abordé ici, merci de compléter l'article en donnant les références utiles à sa vérifiabilité et en les liant à la section « Notes et références ».
Pour les articles homonymes, voir Al-Maliki.
Maliki est une bande dessinée en ligne humoristique française de Souillon ayant une certaine portée autobiographique, débutée en 2004. Outre les strips, des albums originaux sont publiés par Ankama Éditions et des romans par Bayard Jeunesse. Depuis 2016, le blog et ses publications dérivées sont financés par l'intermédiaire du mécénat participatif.

## Publication
Les histoires de Maliki sont publiées sur un site web du même nom sous forme de bande dessinée en ligne. La toute première planche remonte au 21 septembre 2004. La thématique reste en général assez proche de la vie quotidienne de l'auteur avec ses chats Fëanor, Luma, Arya, et Grapucine (Gueulard, Actarus et Fleya qui sont décédés), son double Ladybird, Electrocute (l'amie de Ladybird), ses amis Fang et Jonn, son travail, ses vacances, ainsi que ses états d'âme ou ses souvenirs d'enfance. Les dessins sont souvent présentés avec des effets de sur-dramatisation inspirés des méthodes de dessin des mangas pour rendre un effet comique.
Ces séries de dessins ont donné naissance à sept albums et un artbook  qui ont été publiés aux éditions Ankama, ainsi que deux  romans. L'album Maliki broie la vie en rose a reçu le  prix de la « Meilleure BD au style manga » de l'année 2008, décerné par les lecteurs du magazine Animeland, et son album Une rose à l'amer a reçu cette même récompense pour l'année 2009. Le troisième album, Mots roses au clair de lune, est sorti le 17 juin 2009. Le quatrième, Rose blanche est sorti en juin 2010 ; le cinquième, Prismatique est sorti le 8 septembre 2011 ; Cristallisation le 28 septembre 2013, et Hanami le 16 octobre 2015.
Le 25 mai 2010, le site produit le pilote d'une éventuelle série animée basée sur l'univers de la série, avec le soutien d'Ankama. Au festival d'Annecy 2016, Anthony Roux, directeur artistique d'Ankama, informe que le projet est toujours en réflexion. En 2019, le groupe de musique Starrysky sort une chanson pour le générique de la série animée « qui n'existe pas encore », et pour laquelle les personnes impliquées dans le projet cherchent encore des producteurs. Le clip est animé par le Studio Yapiko à l'aide d'images animées extraites du webcomic,.
Souillon, l'auteur, début octobre 2016, lance une campagne de financement participatif sur Ulule. Arrêté le 25 octobre 2016, il compte au total 8 527 soutiens sur 1 000 prévus qui vont recevoir un album autoédité intitulé Maliki Blog ainsi que de nombreux accessoires. L'ouvrage, disponible en version simple ou collector, regroupe une partie des strip présents sur le site Internet,,,. Un an et demi plus tard, en mai 2018, Souillon met en place une deuxième campagne de financement pour Maliki Blog : L'Union fait la force, suite du précédent. Le troisième tome, Souffle de vie, est financé de la même manière en juin 2020. Le 2 mai 2023 marque le lancement du quatrième tome, En mode survie; 10000 exemplaires ont été imprimés.
En 2024, Souillon annonce la sortie dans l'année d'un jeu vidéo situé dans l'univers de Maliki, Maliki : Poison of the Past, développé par le studio français Blue Banshee, fondé par Anthony Roux. Le jeu est développé pour PC et Nintendo Switch.

## Auteur

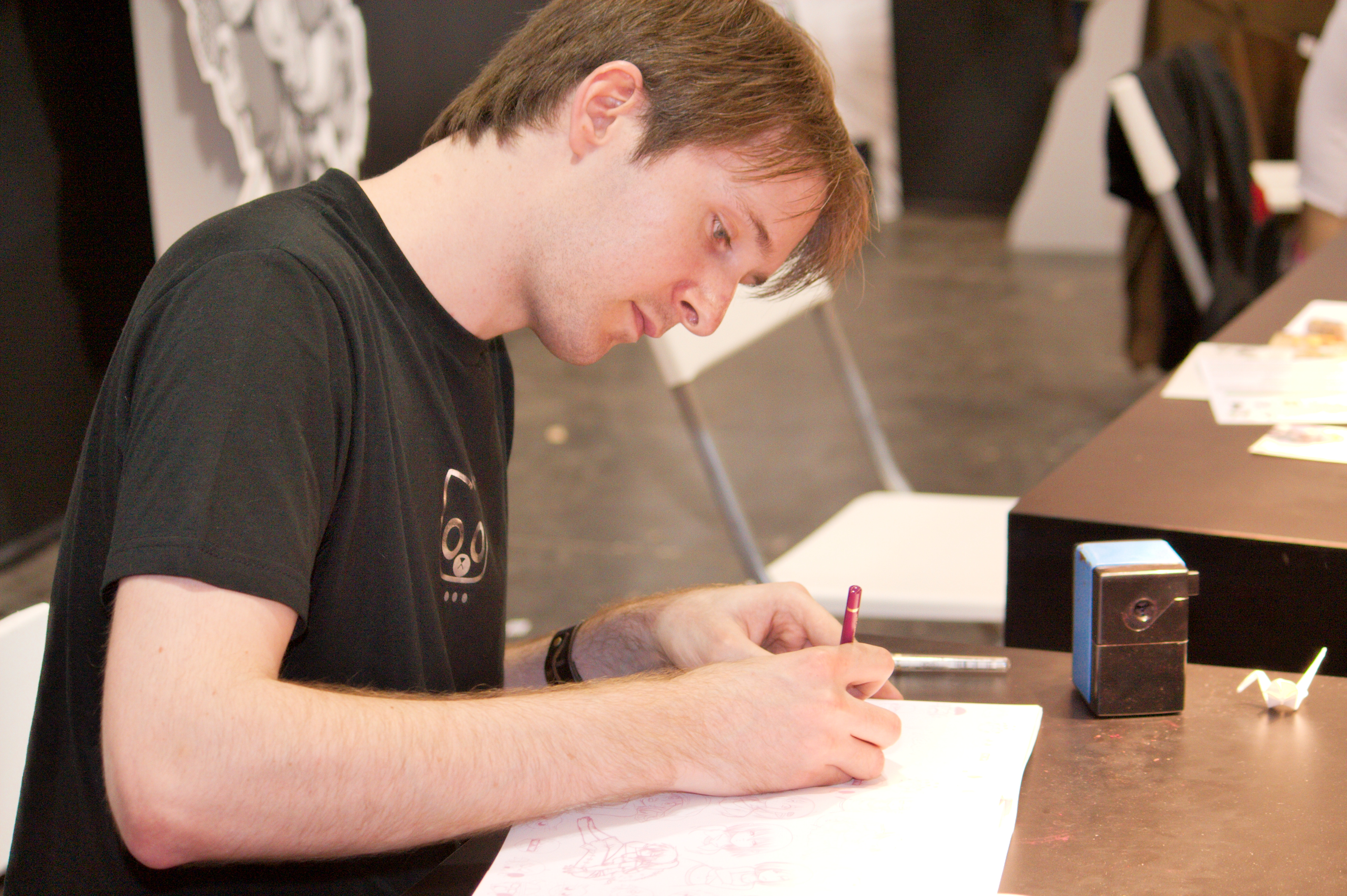
Souillon en dédicaces à Japan Expo en juillet 2008.

Maliki est présentée comme l'auteur du webcomic. Souillon est représenté comme son larbin qui réalise les séances de dédicaces et autres formalités administratives.
Après l'obtention d'un bac scientifique, l'auteur a suivi une mise à niveau d'un an en arts appliqués, puis un an de classe préparatoire aux grandes écoles à Paris. L'auteur a poursuivi sa formation par trois années d'études universitaires en arts plastiques, et deux années de formation en conception multimédia, à Paris. Il est aussi infographiste et a travaillé pendant un moment chez Ankama, une agence web qui crée également des jeux vidéo en ligne, et une maison d'édition spécialisée dans les produits dérivés des jeux Dofus-Wakfu et la bande dessinée, qui publie notamment les albums de Maliki et organise les stands de dédicace de l'auteur.
Actuellement il est à son propre compte mais reste toujours en relation avec Ankama.
En Juin 2016, dans un strip spécial l'auteur explique la situation de l'économie du livre et de la BD en particulier, qui ne lui permet plus de subvenir a ses besoins. Il lance alors une page de mécénat participatif, qui depuis constitue une partie de ses revenus. Les mécènes garantissent la pérennité du webcomic gratuit et bénéficient en contrepartie d'illustrations exclusives ainsi que d'un accès en avant-première aux strips.

## Personnages
- Si vous ne connaissez pas le sujet, laissez ce bandeau (vous pouvez alors contacter les auteurs).
- Si vous supprimez le contenu mis en cause (vous pouvez préalablement contacter les auteurs),

argumentez précisément cette suppression dans la page de discussion
(un manque de référence n'est pas un argument ; une recherche réelle de référence doit avoir été effectuée, être formellement documentée).

### Maliki
Maliki est le personnage principal, elle est présentée comme une jeune femme aux cheveux roses et aux oreilles pointues, tenant une sorte de blog dessiné. Racontant ses anecdotes quotidiennes et ses souvenirs d'enfance, elle avance l'argument que créer de toutes pièces un scénario est superflu quand la vie réelle apporte bien plus de spontanéité et d'originalité. Sa vie est inspirée de la vie réelle de l'auteur, qui utilise parfois ce même prénom comme pseudonyme.

### Ladybird
Maliki possède un double métaphysique, Savage Ladybird, appelée le plus souvent Ladybird ou Lady.
Tout d'abord un simple clin d'œil en hommage au manga JoJo's Bizarre Adventure de Hirohiko Araki et à Urusei Yatsura de Rumiko Takahashi, Ladybird est devenue par la suite un personnage récurrent de l'univers de Maliki.
Ladybird est dérivée du concept des stands développé dans l’œuvre de Araki. Il s’agit d’une projection mentale de forme humanoïde, qui fait en quelque sorte corps avec Maliki jusqu’au moment où elle décide de la « sortir ».
Ladybird possède une personnalité propre, produit de l’âme d’un défunt chat de Maliki, percuté par une voiture à l'âge de 5 ans, fusionnée avec la facette de la petite fille qu’elle était à l’époque (ce qui peut faire penser à un dédoublement de la personnalité). C’est une créature blanche plus ou moins translucide, aux yeux de chat, vêtue de rose et tachetée comme une coccinelle. Ses bottes se terminent par des créatures vivantes dotées de mâchoires et d'yeux, lui permettant de se nourrir d'une nourriture d'appoint, fonctionnant comme des plantes carnivores; mais ce n'est pas non plus indispensable, le plus gros de son énergie étant puisé dans le corps de Maliki. Elle possède également une queue, composée de tubes reliés entre eux par des fibres musculaires extensibles et extrêmement puissantes. Ladybird flotte la plupart du temps à un mètre du sol, mais peut également prendre plus de consistance pour interagir dans le monde réel. Lorsqu’une telle chose arrive, elle fait preuve d’une force colossale. En outre, elle pèse près d'une tonne.
Ladybird puise dans les graisses du corps de Maliki afin de s'alimenter. Un très faible prélèvement de cette énergie peut lui prodiguer une force herculéenne. Il se peut que cela soit trop dangereux pour Maliki si Lady puise trop d'énergie d'un coup dans son organisme. Elle reste alors en stase, sous forme diluée, jusqu'à avoir puisé assez d'énergie pour en ressortir.
Ladybird ne possède ni bouche, ni nez, mais peut respirer à l'aide des clapets présents sur ses épaules, fonctionnant comme des branchies. Elle peut ainsi rester en apnée pendant plus d'une heure. D'après des tests de Maliki, elle voit en couleur, et semble pouvoir discerner le spectre ultraviolet et le spectre infrarouge, mais souffre d'une légère myopie. Elle ne parle pas, bien qu’elle puisse comprendre le langage humain et lire.
Ce personnage s'humanise progressivement et il est représenté essayant de cuisiner, dessiner, faire les courses, etc..

### Electro Cute
Electro Cute, le plus souvent surnommée Electro, est l'amie de Ladybird. Elle serait, tout comme cette dernière, le produit de l'âme d'un défunt chat décédé (par électrocution), Flèche, chat de la défunte Sabrina, atteinte d'une tumeur et amie d'enfance de Maliki.
Electro, contrairement à Ladybird, n'a pas besoin de ressources humaines pour se recharger, son hôte (donc Sabrina) étant décédée lors de sa naissance. Elle s'est donc adaptée en absorbant l'énergie électrique ; soit sur une ligne haute tension, ce qui ne prendra que quelques minutes, ou à l'aide d'une prise de courant, ce qui aura le même résultat mais qui prendra plus de temps.
Electro ne possède ni bouche, ni nez, mais comme Ladybird, possède des marques sur ses épaules, fonctionnant comme des branchies, lui permettant de respirer, et ayant la forme d'éclairs. Elle possède aussi une queue, comme Lady. Elle est composée de tubes reliés par des fibres musculaires. Celle-ci est la partie la plus forte de son corps, et son extrémité peut perforer la plupart des matériaux. Elle lui permet aussi de propager de l'électricité à longue portée, ainsi que de créer un champ magnétique répulsif, une fois enroulée autour d'elle. Ses pieds possèderaient la même particularité que ceux de Lady, même si Maliki n'a pas encore eu l'occasion de les voir manger.
Electro stocke et canalise l'électricité, mais ne la contrôle pas. Elle peut ainsi la projeter hors de son corps, mais ne pouvant pas la contrôler, la toucher directement pourrait donc être dangereux, sauf pour Lady, qui semblerait y être imperméable.
Electro évolue tout comme Lady, et devient grande complice de celle-ci.

### Les chats
Maliki possède deux chats âgés de 7 ans au début (2007) de la série (15 ans en 2015), la femelle Fleya et son frère Fëanor. Ce dernier est présenté comme souffrant d'un handicap mental, consécutif à un « accident de charentaise » dans sa jeunesse, le chaton s'étant fait marcher sur la tête par accident. Très populaire, Fëanor est devenu la mascotte de la bande dessinée et le modèle principal de nombreux produits dérivés, comme des tee-shirts ou des peluches. Fleya est décrite comme plus fréquemment agressive. Avec la coccinelle, le chat est l'animal favori de Maliki, et il est régulièrement fait mention d'autres chats appartenant aux amis de Maliki.
Le 29 mars 2016, dans son strip La vie continue, Maliki annonce que Fleya a été emportée par un cancer un an auparavant. Depuis, Maliki a accueilli deux nouveaux chats, Arya et Luma, des maine coon. En outre, elle a récemment adopté deux autres chats que l'univers lui a placé sous son nez : Actarus, un chat errant, (anciennement nommé Grosse Tête) et Gueulard (Le vieux chat de sa voisine). Malheureusement ce dernier a été emporté par la faucheuse en mai 2018; en 2019, Maliki dessine l'image du mois de Mars en l'honneur d'Actarus, mort le même mois. Le 6 juillet, Maliki adopte Capucine, une chatte d'un refuge qu'elle entretient, renommé « Grapucine » récemment.
Le 9 mars 2020, la mort de Fëanor fut annoncée par le strip Petit Dieu ; en effet, ce dernier a rendu l'âme à l'âge de 20 ans, devenant ensuite un dieu animalier .
Le 17 octobre 2022, un voisin de Maliki sauve quatre chatons ; à la suite de cela, Maliki et sa famille adopteront les petits orphelins : le mâle Fox et ses sœurs Dali, Trico et Guppy.

### Personnages secondaires
Quelques personnages secondaires, bien que moins développés, sont récurrents : 
- Becky arrive plus tard dans la série. Elle est rapidement devenue une proche de Maliki, et elles ont une passion commune : le rétro gaming. Elles arpentent les vide-greniers à la recherche de quelques trésors et voyagent ensemble. Elle finira en couple avec Maliki puis elles se marieront en septembre 2018 et auront un petit garçon nommé Tiko. Quelques années plus tard, les deux jeunes femmes sont devenues mères d'une petite fille.
- Fang est une fillette chinoise d'environ 18 ans (en juin 2018), immigrée clandestine que Maliki héberge depuis ses 7 ans. Elle est en classe de 1ère et a redoublé 2 fois. Elle entretient une relation à distance avec Kevin, un jeune garçon rencontré dans son ancien collège avant que Maliki ne décide de déménager à la campagne. Ils se téléphonent, s'écrivent et jouent souvent en ligne ensemble à un jeu vidéo de type MMORPG médiéval fantastique. Ils ont parfois l'occasion de se retrouver pendant les vacances. Elle commence la série en parlant un français très approximatif, ce qui donnait lieu à de nombreux quiproquo et jeux de mots, mais s'améliore au fil du temps, et parle actuellement un français quasi parfait.
- Mad, une adolescente « gothique » présentée comme la fille de Lucifer lui-même. Il s'agit d'un personnage qui ne fait pas partie de l'univers de Maliki mais qui constitue, d'après l'auteur, un projet de BD future à part entière.
- Jonn le Normand, un ami de Maliki habitant Roubaix. C'est un viking bourru et plus ou moins barbu qui affectionne particulièrement les couvre-chefs à cornes. Il entretient avec Maliki une « amitié vache ».
- Fénimale est une petite fée écologiste aux pouvoirs liés à la croissance des plantes, qui apparait de temps à autre pour attirer l'attention de Maliki sur les difficultés de survie des animaux et plantes.

- Souillon, l'auteur de la bande dessinée. Il est représenté avec un masque de Zorro et un t-shirt noir à tête de mort. Il est toujours représenté comme épuisé par son travail. C'est le larbin de Maliki.
- Sabrina, meilleure amie d'enfance de Maliki qui est décédée d'une tumeur lorsqu'elle était encore enfant. Electro Cute va souvent fleurir sa tombe.
- Doang, grande sœur de Fang. Elle est partie en Amérique dans une école pour surdoués, et est devenue extrêmement riche. C'est un personnage plus récent (2010). Doang veille sur Fang à distance grâce à la technologie avancée dont elle dispose.
- Dr Pilven, docteur ayant fait diverses expériences illégales sur Maliki au cours de l'adolescence de celle-ci, en raison de l'apparition de LadyBird.
- Nat et Nakou sont deux sœurs orphelines recueillies par Doang à la fin du strip intitulé Orphelines. Elles ont été cobayes du Dr Pilven pour ses expériences sur la cristallisation.
- Tan et Ankou sont les doubles métaphysiques de Nat et Nakou. Tan contrôle le feu, Ankou contrôle l'éther.
- Boule de neige et Boule de suie sont les chats de Nat et Nakou.
- Savonnax est un voleur de shampooing et de savon. Il porte un costume de gentleman vert et se cache sous un masque antibactérien et une paire de lunettes noires. Comme c'est un gros faisan, il arrive que ses actions provoquent des catastrophes; comme quand il a fait tomber un œuf par mégarde dans une cuve de produits chimiques. Le poussin en ayant éclos est devenu un poulet cracheur de savon qui s'est mis à grandir jusqu'à faire la taille d'un titan, faisant des siennes à Tokyo jusqu'à ce que Starfish le terrasse.
- Starfish est un robot de combat à l'image de Fang ; conçue par Doang et le Dr Pilven, cette androïde géante a été programmée dans le but de protéger son utilisatrice. Elle apparaît pour la première fois lors de l'attaque de Tokyo par le poulet géant lâché par mégarde par Savonnax. Starfish parvient à battre facilement le kaiju français grâce aux talents sportifs hérités de Fang. Elle est, à ce jour, le premier double métaphysique artificiel (l'une des moitiés de son esprit étant non pas un fragment de l'âme d'un chat, mais un super-ordinateur infusé dans un essaim de nano robots).
- Tiko, le fils de Maliki et de Becky. Fénimale, sous le coup de l'ivresse, l'a conçu le soir du mariage de ses deux amies, en prélevant l'ADN de Maliki sur l'un de ses cheveux et en l'implantant dans un ovule de Becky. Avant même de naître, le petit garçon possède un don inné : des pouvoirs magiques lui permettant de faire pousser les végétaux à une taille impressionnante, ainsi que de les faire fâner, et de se lier facilement d'amitié avec les animaux, domestiques comme sauvages. Ses pouvoirs s'améliorent en grandissant. Tiko ressemble à une version masculine de Maliki, sa mère génitrice.
- Poison était le chat balafré d'un homme ayant connu la 1ère guerre mondiale. En fusionnant avec l'esprit de son maître, il a pu renaître de ses cendres, tel le phénix; cela fait de lui le 1er double métaphysique de l'histoire, bien plus ancien que Lady et Electro. Il peut parler, parasiter un hôte, et détient un immense contrôle sur les plantes grâce à ses pouvoirs phytokinétiques.

De nombreux personnages issus de la culture manga ou populaire sont parfois utilisés, comme incarnations d'amis de Maliki, afin de « protéger leur vie privée ». Ces personnages sont par exemple C-18 (du manga Dragon Ball), Skeletor, Godzilla, les Moumines, etc.

## Œuvres dans l'univers de Maliki

### Bande dessinée

#### SérieMaliki
1. Broie la vie en rose, t. 1, Roubaix, Ankama Éditions, septembre 2007, 159 p. (ISBN 978-2-916739-23-6) (réédité en 2024)
2. Une rose à l'amer (préf. Daryl), t. 2, Roubaix, Ankama Éditions, juillet 2008, 160 p. (ISBN 978-2-916739-33-5) (réédité en 2024)
3. Mots roses au clair de lune (préf. Daryl), t. 3, Roubaix, Ankama Éditions, juillet 2009, 160 p. (ISBN 978-2-916739-73-1)
4. Rose blanche, t. 4, Roubaix, Ankama Éditions, juin 2010, 160 p. (ISBN 978-2-35910-030-3)
5. Prismatique, t. 5, Roubaix, Ankama Éditions, septembre 2011, 144 p. (ISBN 978-2-35910-184-3)
6. Cristallisation, t. 6, Roubaix, Ankama Éditions, septembre 2013, 162 p. (ISBN 978-2-35910-290-1)
7. Hanami, t. 7.1, Roubaix, Ankama Éditions, octobre 2015, 96 p. (ISBN 978-2-35910-537-7)
8. Tori no Kaze, t. 7.2, édition en ligne sur maliki.com, 2019

#### SérieMaliki Blog
1. Maliki Blog, Ferel, auto-édition, novembre 2016, 304 p. (ISBN 978-2-9558859-0-1 et 978-2-9558-8591-8)[10]
2. L'Union fait la force, Ferel, auto-édition, octobre 2018, 303 p. (ISBN 978-2-9558859-2-5)
3. Souffle de vie, auto-édition, octobre 2020, 304 p. (ISBN 978-2-9558859-4-9)
4. En mode survie, auto-édition, mai 2023

### Romans
1. Maliki, L'Autre fille dans le miroir, t. 1, Bayard, 2015, 256 p.
2. Maliki, L'Esprit empoisonné, t. 2, Bayard, 2016, 416 p.
3. Maliki, Des milliers de murmures, t. 3, Bayard, 2018, 530 p.
  - Maliki Cycle 1er : Griffes et racines, Ankama Éditions, 2022  (ISBN 978-2-9558859-6-3)Intégrale tomes 1 à 3

### Autres livres
- Art of Maliki, Ankama Edition, 15 novembre 2012, 176 p., 19 x 27 cm  (ISBN 978-2-359-10362-5)

### Jeu vidéo
- Maliki: Poison of the Past, Blue Banshee, avril 2025 (sur PC et Nintendo Switch).